# 카디프 시티 스타디움
카디프 시티 스타디움(영어: Cardiff City Stadium, 웨일스어: Stadiwm Dinas Caerdydd)은 웨일스 카디프 레퀴스(Leckwith)에 위치한 경기장으로 카디프 시티 FC의 홈 구장으로 사용되고 있다. 카디프와 웨일스에서 밀레니엄 스타디움 다음으로 큰 경기장이며 지난 2014년 7월에 니니안 스탠드(Ninian Stand)를 확장하면서 33,280명을 수용할 수 있는 규모가 되었다. 2009년부터 2012년까지는 한때 카디프 블루스의 홈 구장으로 사용되기도 했다.
2007년 카디프 애슬레틱스 스타디움(Cardiff Athletics Stadium)이 있던 터에 새로 건설되었으며 과거 카디프 시티의 홈 구장으로 사용되었던 경기장인 니니언 파크(Ninian Park)를 철거하고 새로 이전했다. 2009년 7월 22일 정식 개장했으며 같은 날 카디프 시티는 셀틱과 개장 기념 친선 경기를 개최했다. 2014년 UEFA 슈퍼컵 경기가 열린 곳이다.

## 사진

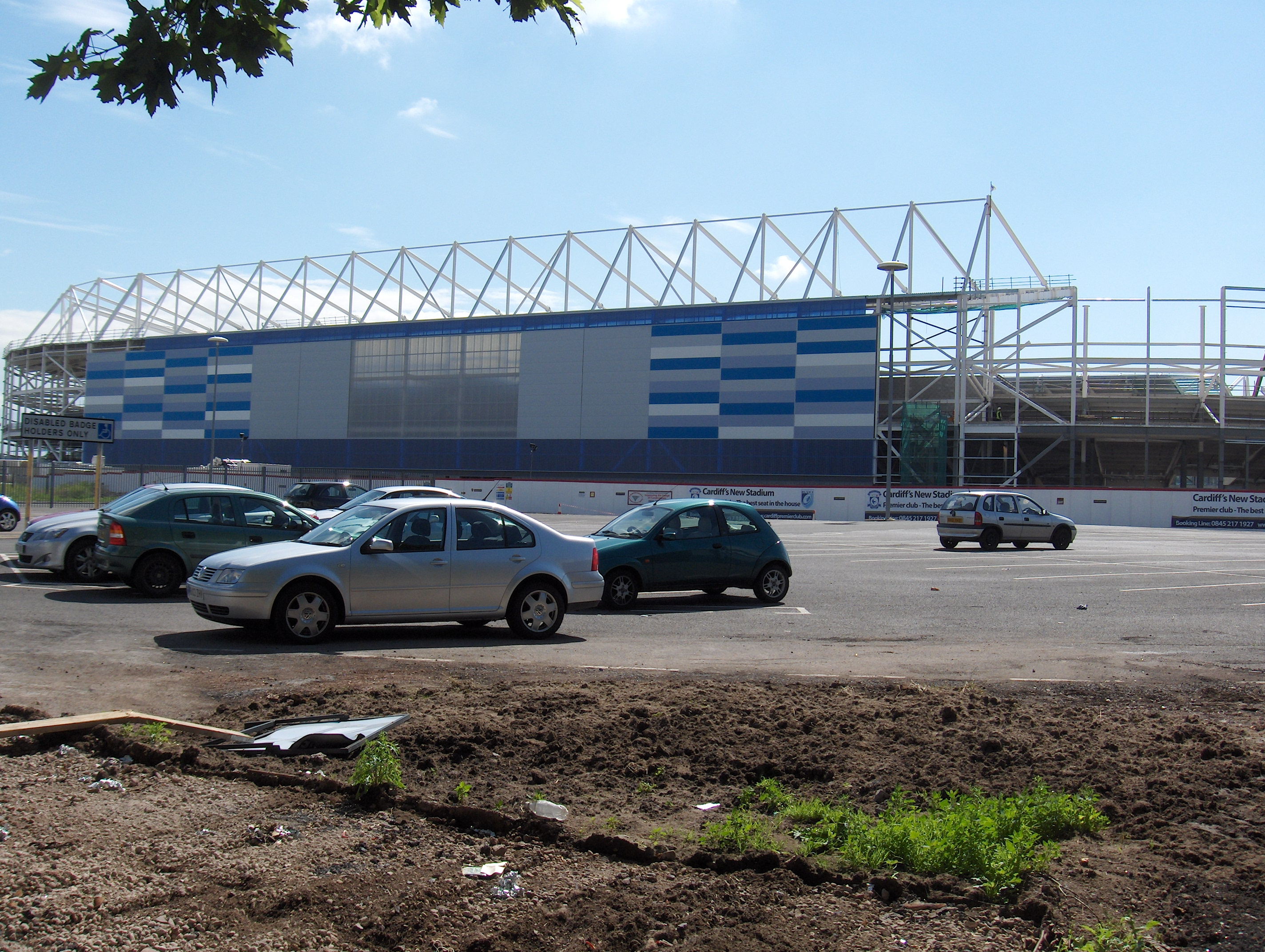
경기장 공사 당시의 모습
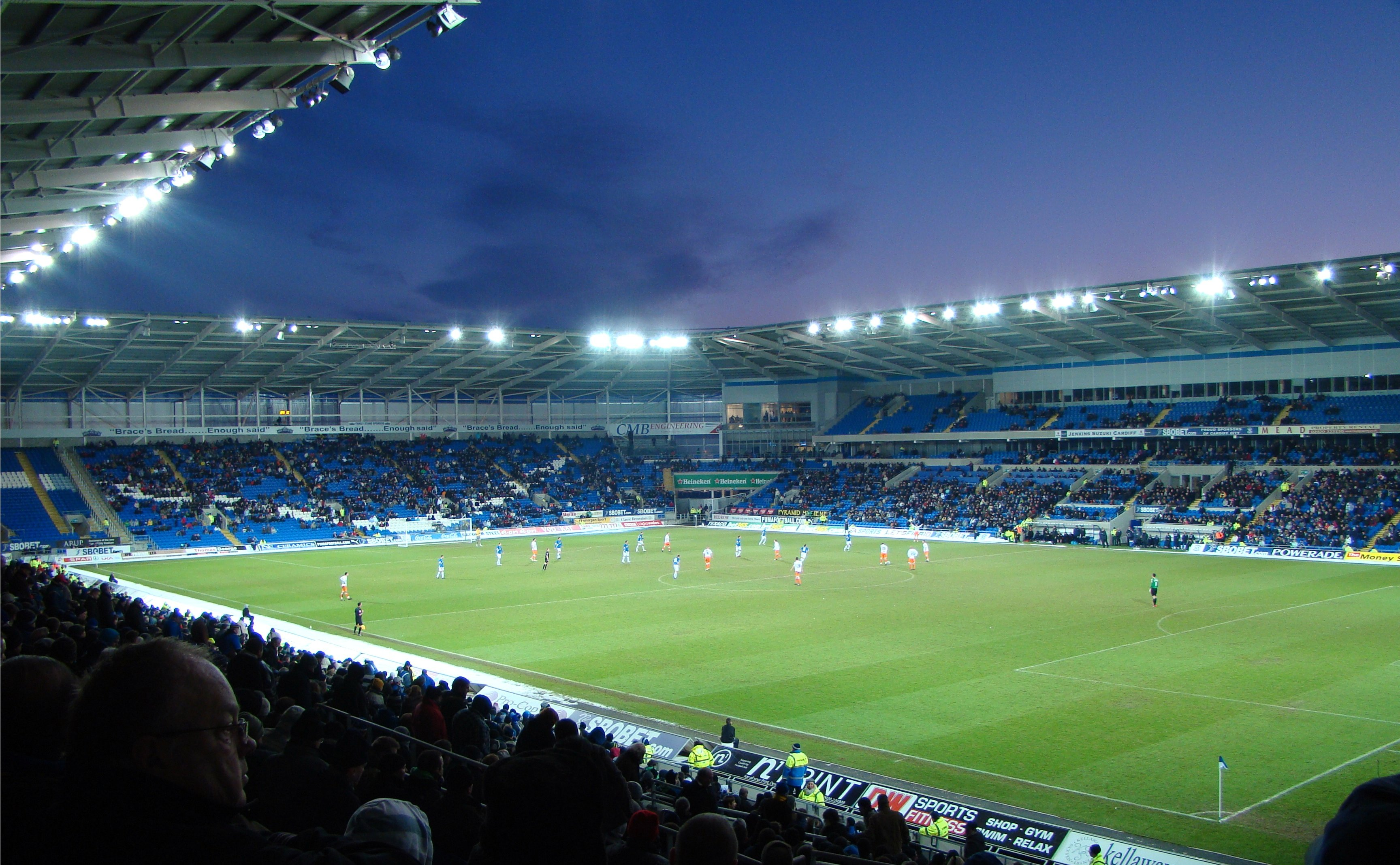
경기장 내부 모습
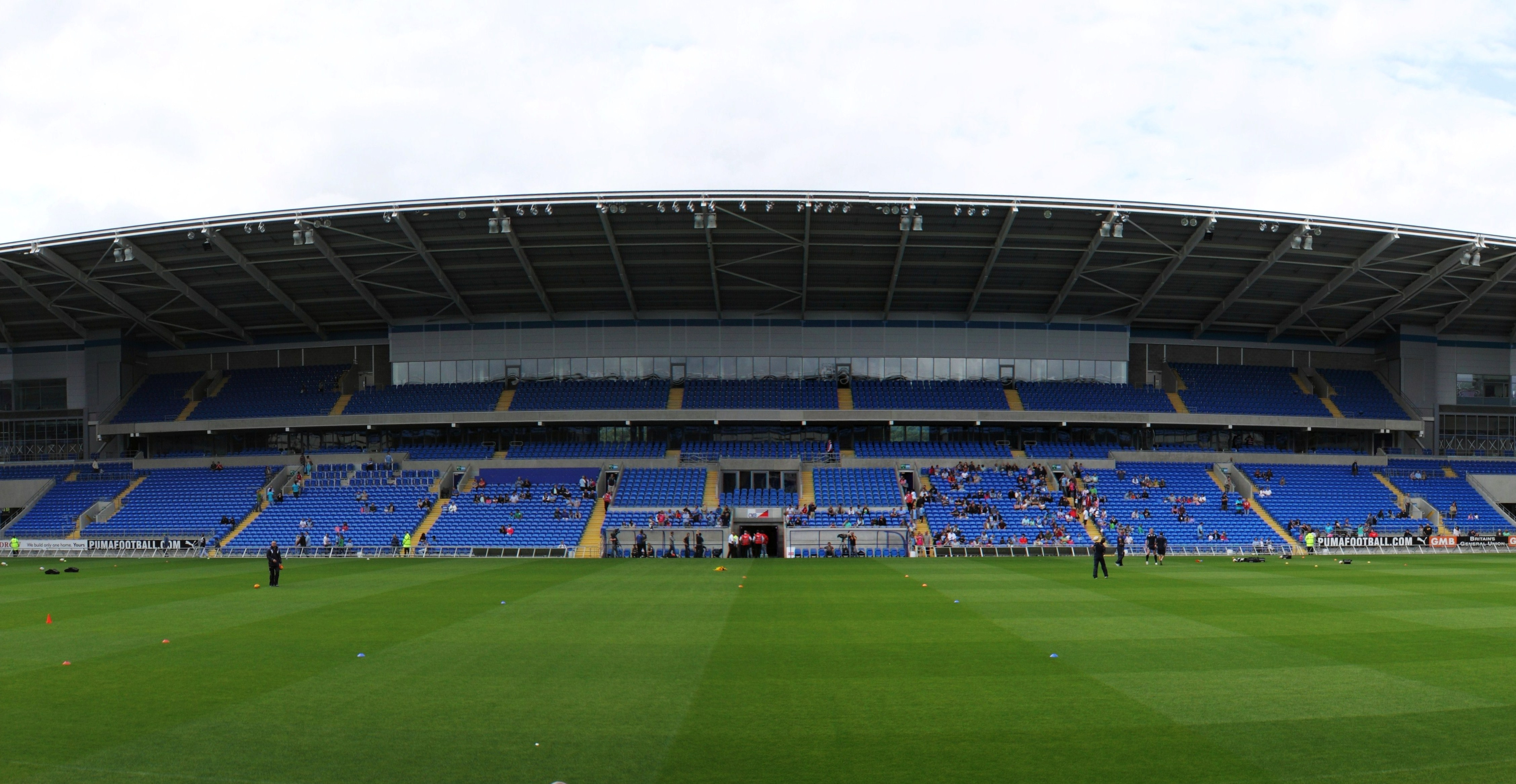
경기장 내부 모습
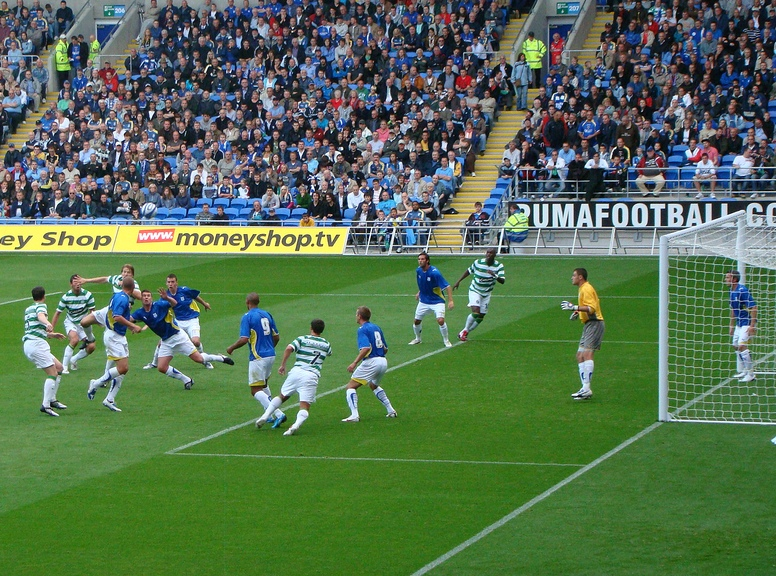
2009년 7월 22일에 열린 카디프 시티와 셀틱의 개장 기념 친선 경기